# Mermaid Melody Pichi Pichi Pitch
Mermaid Melody é uma série anime e mangá shōjo criado por Michiko Yokote, com arte por Pink Hanamori. O mangá foi publicado originalmente na revista mensal shōjo manga antologia Nakayoshi. Há 32 capítulos publicados (incluindo duas histórias especiais), além de 7 volumes publicados pela Kodansha, de 2002 a 2005.
Uma série de anime de 91 episódios foi produzida pela TV Aichi, dividida em duas temporadas, exibida no Japão a partir de abril de 2003 a dezembro de 2004. A primeira temporada é composta por 52 episódios, enquanto a segunda, intitulada Mermaid Melody Pichi Pichi Pitch Pure, durou 39 episódios.
A primeira temporada estreou dia 20 de dezembro de 2008 no Canal Panda e a segunda estreou em janeiro de 2010 no Panda Biggs em Portugal. Mais tarde, a segunda temporada reemitiu no Canal Panda.

## Enredo
Lucia Nanami pode parecer uma garota normal de 14 anos, mas na verdade é a Princesa Sereia do Oceano Pacífico Norte. Ela está em missão na terra firme de encontrar sua pérola há muito tempo perdida para participar de um rito de passagem entre as sereias onde a dita pérola é necessária. Ao mesmo tempo, coisas estranhas vem acontecendo no mar. Um grupo de criaturas do mar (Diabretes Marinhas em Portugal) está atacando os reinos das sereias pelos oceanos e algumas princesas estão desaparecendo.
Lucia então têm a missão de reunir as sete princesas sereias para que possam juntas evocar Aqua Regina (Rainha da Água em Portugal), a deusa do mar e derrotar as criaturas do mar. Ao mesmo tempo, Lucia enfrente desafios românticos tentando conquistar o coração do garoto Kaito Domouto, a quem ela salvou de afogamento alguns anos antes e que procura pela forma sereia de Lucia, que é completamente diferente de sua forma humana em aparência, isso sem falar que se ela contar a ele que ela é a sereia, segunda a lei das sereias, ela irá derreter e virar espuma do mar.
A segunda temporada, Mermaid Melody Pichi Pichi Pitch Pure, começa quando Kaito decide ir ao Havaí em uma competição de surf e sofre um acidente no oceano, assim perdendo sua memória. Enquanto isso, uma nova princesa sereia está prestes a nascer, ela é Seira, a herdeira de Sara, quem Lucia deve garantir que nasça com segurança.
Uma noite enquanto nadava no oceano, um anjo chamado Michel aparece e diz a Lucia que está em uma missão para acabar com a humanidade pelo mal que tem causado ao planeta e deseja a colaboração das sereias em sua cruzada. Lucia recusa, assim forçando Michel a tentar roubar seus poderes para usar por contra própria, mas consegue escapar. Enquanto isso, Kaito é resgatado por uma garota chamada Mikaru Amagi que está apaixonada por ele, e seus dias se tornam um pesadelo quando ela descobre que Kaito se lembra de tudo, exceto de quem Lucia e as outras sereias são.

## Diferenças entre Anime e Mangá
Enquanto que o mangá de Mermaid Melody Pichi Pichi Pitch é voltado para um público adolescente, o anime é voltado mais para um público infantil o que fez ocorrer uma série de diferenças, além das que sempre acontecem quando uma série é adaptada para anime. O mangá é mais maduro e violento, por exemplo na segunda parte do mangá quando Mikaru tira suas roupas e desesperadamente oferece seu corpo a Kaito, cena cortada do anime, ou as mortes deveras sangrentas das Black Beauty Sisters, Lady Bat, Lanhua e Alala pelas mãos de Michel, onde no anime eles foram simplesmente transformados em esferas de luz e absorvidos.
Além disso, há diversas pequenas diferenças na história, como a adição de fillers mas que não interferem na história em si. Outra diferença é que no mangá as heroínas não usam frases de transformação, e apenas gritam o nome de suas formas transformadas, por exemplo Pink Pearl Voice ou Orange Pearl Voice, enquanto que o anime transformou o nome das formas transformadas em frases para ativar a transformação e deixou as formas transformadas sem nome. Outra diferença é que no anime, ao completar uma música, Lucia fala a frase Love Shower Pitch (Chuva de Amor em Portugal), enquanto que no mangá cada sereia tem sua própria frase que é dita após o final de uma música, sendo Love Shower Pitch a frase de Lucia, porém Coco, Noel, Sara e Seira não receberam tais frases (As frases de Hanon, Rina e Caren, respectivamente são: Pretty Sugar Pitch!, Cool Shine Pitch! e Cutie Hot Pitch!).

## Personagens Principais
Lucia Nanami (七海 るちあ, Nanami Ruchia)
Princesa sereia da pérola rosa e do Oceano Pacífico Norte, Lucia é uma garota de 14 anos que veio a superfície para procurar por sua pérola 'perdida' há vários anos para participar de um rito de passagem e tornar-se uma sereia adulta. Essa pérola estava com o surfista Kaito Domouto e ela a recupera transformando-se em Pink Pearl Voice (Voz da Pérola Rosa). Após seu rito de passagem no episódio treze, Aqua Regina dá permissão a Lucia para ficar na superfície. Lúcia é uma sereia loira, de cabelos bem longos e olhos azul cristal, ela pode assumir uma forma humana mantendo sua mesma aparência, mas para evitar ser reconhecida ela criou um avatar de uma garota com cabelos mais curtos e olhos castanhos e dessa forma ela interage com todos guardando sua verdadeira aparência apenas para as batalhas. Geralmente se veste com uma camiseta branca com uma estrela vermelha no peito, saia jeans e botas cano longo além de um medalhão que ela sempre usa no pescoço onde ela guarda a pérola rosa. Devido a escrita japonesa ter diferentes formas de interpretação, os fãs argumentam sobre o seu verdadeiro nome (Alguns desses nomes sendo: Luchia, Ruchia e Lúcia), mas seu nome foi oficializado no ocidente como Lucia. Ela é uma garota caridosa e uma romântica incorrigível que esta sempre tentando ajudar os outros. Curiosamente ela se parece com Kaede de Mirmo Zibang
Rina Toin (洞院 リナ, Tōin Rina)
Princesa sereia da pérola verde e do Oceano Atlântico Norte, Rina é uma garota de 14 anos que se destaca por não ser como as demais (Como por exemplo, usar o uniforme escolar masculino). Rina é grande amiga de Noel e se sente culpada pelo sacrifício dela, se deixando ser capturada para que Rina pudesse escapar e por isso sente-se bastante insegura perto de Caren, que é irmã dela. Assim como Lucia, alguns fãs escrevem seu nome como sendo Lina, embora ele tenha sido oficializado no ocidente como Rina. Rina, embora não aparente, gosta muito de suas amigas e no anime, possui uma obsessão por televisores de plasma e comédia de palco. Sua forma de palco chama-se Green Pearl Voice (Voz da Pérola Verde). Ao contrário de Lucia e Hanon, ela não se importa com romance, pelo menos até conhecer Masahiro na segunda temporada.
Karen (かれん, Karen)
Princesa sereia da pérola púrpura e do Oceano Antártico. Caren é a irmã gêmea de Noel, embora tenham nascido em pontos opostos da Terra, se consideram irmãs devido ao pouquíssimo tempo que separa seus nascimentos (Isto é, alguns segundos). No capítulo doze do mangá, ela afirma ter dezoito anos de idade. Caren acha que Lucia, Hanon e Rina esqueceram de suas obrigações como princesas sereias devido ao que aconteceu com Noel, além de culpar Rina pelo ocorrido chamando-a de traidora por fugir e não ajudar Noel, na verdade isso foi um mal entendido e depois faz as pazes com as outras sereias. Assim como Lucia e Rina, alguns fãs escrevem seu nome como sendo Karen, embora ele tenha sido oficializado no ocidente como Caren. Sua forma de palco chama-se Purple Pearl Voice (Voz da Pérola Violeta). Caren é bastante extrovertida e um muito ligada a missão de despertar Aqua Regina, além de viver se perguntando o porque das outras sereias se interessarem por romance quando elas tem uma missão para cumprir, fato que muda quando se apaixona por Subaru na segunda temporada.
Noel (ノエル, Noeru)
Princesa sereia da pérola anil e do Oceano Ártico. Noel é a irmã mais velha de Caren, e, assim como nasceram em lugares opostos da Terra, suas personalidades também opostas. Ela se deixou capturar por Gackto na primeira temporada para que Rina pudesse escapar, o que levou a um desentendimento entre Caren e as outras sereias. Assim como Lucia, Rina e Caren, alguns fãs escrevem o nome de Noel como Noelle ou até mesmo Nuil, embora seu nome tenha sido oficializado no ocidente como Noel. Alguns fãs dizem que a cor de sua pérola é índigo, mas isso não é verdade, no Japão, as palavras para anil e índigo são aiiro, a confusão se deve a um erro de tradução, embora seja bem claro devido a cor tema dela ser anil e não índigo. Uma pessoa calma e pensativa, Noel não ganha muito destaque na série por ter sido capturada antes do início da série e ser libertada apenas na batalha final da primeira temporada. Sua forma de palco chama-se Aiiro Pearl Voice (Voz da Pérola Anil). Noel não possui uma canção solo.
Hannon Houshou (宝生 波音, Hōshō Hannon)
Princesa sereia da pérola água-marinha e do Oceano Atlântico Sul. Hanon é a primeira sereia encontrada por Lucia na superfície. Hanon se acha bastante adulta, principalmente em questões amorosas, mas na verdade é uma garota comum que adora se divertir e dar conselhos amorosos as suas amigas. Hanon afirma gostar apenas de homens mais velhos, como o caso de seu professor de música Taro Mitsuki, mas ironicamente acaba se apaixonando por Nagisa na segunda temporada, que é mais novo que ela. Sua forma de palco chama-se Mizuiro Pearl Voice (Voz da Pérola Água-Marinha).
Coco (ココ, Koko)
Princesa sereia da pérola amarela e do Oceano Pacífico Sul. Assim como Noel, ela foi capturada por Gackto antes do início da série. Ela é grande amiga de Sara e embora seus reinos fossem vizinhos, ela deixa a entender que ela e Lucia não se conheciam antes da batalha final da primeira temporada. Sua personalidade é difícil de entender devido a suas poucas aparências, mas ela é descrita como uma pessoa gentil e alegre, e frequentemente associada a margaridas amarelas. Ela, juntamente com Noel e Seira, são as únicas sereias que não possuem um interesse amoroso. Sua forma de palco chama-se Yellow Pearl Voice (Voz da Pérola Amarela). Ela, assim como Noel, não possui canção solo.
Sara (沙羅, Sara)
Princesa sereia da pérola negra/laranja e do Oceano Índico. Sara se apaixonou pelo estudante de música Taro Mitsuki, mas esse amor era impossível pelo fato dela ser uma princesa sereia e ter deveres com seu reino e ele ser um humano. Eles prometeram fugir juntos, mas Taro teve de partir o que quebrou o coração de Sara. Essa fúria a fez usar os poderes de sua pérola e destruir o reino das sereias no oceano índico e consequentemente, criou a tempestada que afundou o navio onde Kaito e seus pais estavam. Além disso, sua pérola, cabelo e cauda se tornaram negros como seu coração. Ela fugiu para as profundezas do oceano e quebrou o lacre do castelo de Gackto, manipulando ele em causar vingança contra os humanos. Ela captura Taro até o castelo de Gackto e o tortura, o fazendo tocar piano sem parar por dias. Ela se arrepende quando vê que acima de tudo, apesar de todo esse tempo e tudo que aconteceu, Taro ainda a ama. Isso faz com que sua pérola volte a sua cor original e ela se une as outras sereias para derrotar Gackto que estava fora de controle. No final, ela confessa que realmente se apaixonou por Gackto e decide morrer ao lado dele nas profundezas do oceano. Sara é a princesa sereia mais poderosa de todas, sendo a vilã mais barra pesada da primeira temporada junto com Gackto. Ela é tão poderosa a ponto de ter enfrentado as outras seis princesas sereias juntas e ter vencido todas elas em certo momento. Em outra ocasião, ela segurou sozinha um tsunami colossal criado pelas  Black Beauty Sisters que teria provavelmente destruído a cidade inteira. Em contra-parte,Sara era meio que a líder, representante máxima do grupo das sete sereias, sendo ela que evocou Aqua-Regina quando as sete pérolas foram reunidas. Ela aparece na segunda temporada em forma de espírito para avisar a Lucia do nascimento de uma nova princesa laranja e para aconselhar as outras sereias. Sua forma de palco chama-se Orange Pearl Voice (Voz da Pérola Laranja) e quando estava com seu coração partido chamava-se Black Pearl Voice (Voz da Pérola Negra).
Seira (星羅, Seira)
Princesa sereia da pérola laranja e do Oceano Índico. Seira nasceu da pérola de Sara, que estava com Lucia e alguns fãs acreditam que ela seja a reencarnação de Sara, coisa que não é verdade quando no mangá elas aparecem lado a lado. Seira aparece na forma de espírito, para que ela possa finalmente nascer, todos os fragmentos de seu coração, que foram roubados por Michel, devem ser reunidos. A cada fragmento recuperado, Seira passa a entender uma nova emoção, como amizade ou amor. Michel então absorve Seira dentro de seu corpo, o que faz com que ela consiga sentir sua dor e solidão, passando a entendê-lo e ter pena dele. Sua forma de palco, assim como a de Sara, chama-se Orange Pearl Voice (Voz da Pérola Laranja).

## Personagens secundários
Aqua Regina (アクア・レジーナ様, Akua Rejīna-sama)
Chamada de Rainha de Água em Portugal, Aqua Regina é a deusa do oceano. Há séculos, ela usou todo o seu poder para selar o clã de Phantalassia nas profundezas do oceano, aparecendo apenas em espírito para entregar novas canções para as sereias. Ela só poderá ser invocada completamente quando as sete princesas sereias estiverem juntas, e por isso pede a Lucia que as reúna logo. No final da segunda temporada, ela realiza um milagre trazendo Mikaru de volta a vida em forma de um bebê que é entregue a Rihito. No final do mangá, ela entrega seus poderes a Lucia, fazendo dela a nova deusa do oceano.
Kaito Domouto (堂本 海斗, Dōmoto Kaito)
Um dos irmãos gêmeos de Phantalassia. Kaito é irmão de Gackto e são descendentes do antigo clã marinho de Phantalassia. Ele é invejado por Gackto pois ele foi criado na superfície repleto de carinho ao contrário de Gackto. Ele foi achado ainda bebê na praia por seus pais adotivos, que morreram em uma tempestade. Ele foi salvo por Lucia, que deixou sua pérola para ele, tal pérola que ele guardou como amuleto. Ele é um campeão de surf e esconde seus sentimentos de medo e insegurança por não saber de suas origens e sobre os seus poderes com um ego enorme. Na batalha final da primeira temporada, ele finalmente faz a conexão de que Lucia é a sereia que o salvou tantos anos antes. Na segunda temporada ele segue ao Havaí em uma competição de surf, mas acaba se acidentando e perde suas memórias por causa de um ataque de Michel.
Nagisa Shirai (白井 渚, Shirai Nagisa)
Um jovem garoto que se apaixonou por Hanon, ele é bastante determinado tendo superado todas as rejeições de Hanon que insiste em contar para ele que só gosta de homens mais velhos. Ele tenta conquistá-la de diversas maneiras, que acabam dando errado e enfurecendo Hanon mais ainda, de fato, as poucas vezes que ele consegue impressioná-la, ele acaba fazendo uma confusão a fazendo retirar o que disse. Ele descobre que Hanon está apaixonada por Taro Mitsuki e tenta conquistá-la com mais determinação ainda, ao ponto de aprender a tocar piano exclusivamente por causa disso.
Tarō Mitsuki (海月 太郎, Mitsuki Tarō)
Professor de música na escola de Lucia. Por ser jovem, acaba se tornando amigo de seus estudantes com muita facilidade e parece não perceber os sentimenstos de Hanon, vendo ela apenas como uma boa amiga. Taro encontrou e se apaixonou por Sara no passado, e eles prometeram fugir juntos, mas ele teve de partir o que quebrou o coração de Sara e levou aos acontecimentos da história. Na segunda temporada ele se muda para a Alemanha para estudar música e torna-se famoso em pouco tempo. Ele continua mantendo contato com Hanon através de cartas mesmo depois disso, e o que começou com uma paixão eventualmente se desenvolve em uma profunda, forte e duradoura (Isso sem falar platônica) amizade entre professor e aluna.
Masahiro Hamasaki (浜崎 雅弘, Hamasaki Masahiro)
Masahiro só aparece na segunda temporada do anime, mas esteve presente desde o início do mangá, onde não se revela muito sobre seu passado. Ele constantemente flerta com Rina é filho de um rico empresario e é um ótimo lutador. Também é revelado no mangá que sua avó era possivelmente uma sereia.
Hippo (ヒッポ, Hippo)
Hippo é o guardião de Lucia. Esse pequeno pinguim finge ser um mascote enquanto está em terra firme e é muito respeitoso em relação as princesas sereias. Ele na verdade é o guardião do castelo de Phantalassia, mas a chave foi roubada dele, e ele foi forçado a abandonar sua verdadeira identidade de Hipocampo para a de um pinguim. Após passar certo tempo em terra, ele ganha a habilidade de se transformar em humano, e acaba se apaixonando pela vilã Yuri, infelizmente, eles são forçados a se separar;
Nicola Nanami (七海 にこら, Nanami Nikora)
Uma sereia do reino de Lucia. Ela é mais velha que Lucia e trabalha no hotel e restaurante chamado de Pearl Piari (Hotel Pérola em Portugal) na superfície. Ela finge ser a irmã de Lucia, e assim como sua irmãzinha, ela também é uma romântica incurável.
Madame Taki (タキさん, Taki-san)
Uma criatura do mar que é dona do hotel Pearl Piari. Sua forma original é de uma ostra e ela odeia ser chamada de velha. Embora ela seja completamente atrapalhada em suas previsões e todos terem de se lembrar sempre que suas previsões sempre falham, ela na verdade é uma excelente adivinha e capaz de descobrir o destino de qualquer princesa sereia. No mangá, ela diz que quando Lucia nasceu, ela viu que seu futuro estaria envolvido em batalha, e ordenou que Lucia fosse criada como uma sereia normal, sem saber que era uma princesa, coisa que não aconteceu no anime. Seu papel no anime é muito maior que no mangá.
Mikaru Amagi (天城みかる, Amagi Mikaru)
Uma garota que encontra Kaito depois que ele perde a memória na segunda temporada. Ela é rica, porém desesperadamente solitária que perdeu a esperança de viver devido ao seu corpo ser fraco por causa de uma doença misteriosa. Ela é muito possessiva com Kaito pois ele é a última esperança que ela tem para enfrentar sua doença e poder viver pacificamente. No mangá é revelado que o pai de Rihito injetou o DNA de Michel nela na esperança de criar uma nova raça, formando assim o falso Michel, que é a causa da fraqueza de Mikaru, pois se alimenta de sua energia. Quando Kaito grita com Mikaru dizendo que nunca a amará como ama Lucia, Mikaru desesperadamente tira suas roupas e oferece seu corpo para ele como forma de convencê-lo a ficar com ela, mas acaba falhando (Essa cena foi cortada do anime aparecendo apenas no mangá). Mikaru entra em depressão e deseja morrer para acabar com seu sofrimento, o que dá a oportunidade perfeita para Michel assumir completamente o corpo de Mikaru.
Rihito Amagi (天城リヒト, Amagi Rihito)
Um famoso maestro e irmão mais velho de Mikaru, tendo cuidado dela desde que sua mãe morreu após dar à luz Mikaru e quando seu pai também desapareceu anos depois. Ele é bastante educado e bastante super-protetor em relação a Mikaru. Sua mãe era da tribo de Phantalassia assim como Kaito e Gackto, o que dá a ele estranhos poderes (No mangá, as Black Beauty Sisters tentam atacar o salão onde ele e sua orquestra estão tocando como forma de atrair as sereias, ele usa seus poderes para manipular a música para impedir que elas consigam). Ele herdou um bastão sagrado de Phantalassia de sua mãe depois da morte dela, por onde o espírito de sua mãe conversa com ele pedindo desculpas.
Pai de Rihito (リヒトのお父さん, Rihito no Otou-san)
Um cientista obcecado em provar a existência de criaturas mágicas como sereias e a tribo de Phantalassia. Ela se casou com uma mulher de Phantalassia mas ela morreu depois de dar à luz Mikaru por estar fraca vivendo em terra firme além de já ter um corpo fraco. Ele encontrou o fóssil de Michel e injetou o DNA dele em si mesmo e em Mikaru. O DNA injetado em Mikaru formou o falso Michel enquanto que o DNA injetado nele corrompeu seu corpo e o transformou em O Grande.

## Vilões
Gaito (楽斗/ガクト, Gakuto/Gaito)
O vilão da primeira temporada da série. Um dos irmãos gêmeos de Phantalassia, isto é, irmão de Kaito. Seu nome e aparência são uma paródia ao cantor japonês Gackt, e para evitar processos seu nome foi mudado para 'Gaito' no anime. Ele viveu sozinho nas profundezas do oceano por toda a sua vida, como se pode perceber pela sua pele incrivelmente branca devido a falta de exposição aos raios solares. Ele criou as Dark Lovers para não se sentir sozinho. Ele acaba se apaixonando por Sara, e não percebe que está sendo usado por ela para conseguir vingança pela humanidade pelo seu coração partido. Quando Sara muda de lado, ele entra em fúria por ter sido abandonado por todos e tenta destruir a superfície. No final da série, Sara morre ao seu lado.
- Dark Lovers (ダーク・ラバーズ, Dāku Rabāzu)

As Dark Lovers são as servas de Gackto. Elas são todas criaturas do mar, isto é, peixes que foram transformados em humanóides mas que retornam as suas verdadeiras formas quando o feitiço de Gackto é quebrado. Elas foram criadas a partir de quatro peixes que viviam no castelo de Gackto quando ele era criança e foram suas únicas companheiras durante muitos e muitos anos, além de estarem todas apaixonadas por ele.
- - Izul (イズール, Izūru)

Izul é a primeira das Dark Lovers (Diabretes Aquáticas) a aparecer. Ela é uma criatura do mar (Diabrete Marinha), isto é, um peixe a quem foi dada uma aparência humana. A parte de cima de seu corpo é humana enquanto a parte de baixo é de um monstro marinho, fazendo ela parecer a versão maligna de uma sereia. Ela também é a mais madura das Dark Lovers, descrita pela criadora da série no mangá como A única pessoa normal entre as Dark Lovers e pode controlar dragões de água que usa como suas principais armas de combate. No final da série é revelado que sua forma original era de um tubarão. Segundo a criadora da série, seu nome foi criado junto as sílabas de dois dos três editores do mangá.
- - Eril (エリル, Eriru)

A segunda Dark Lovers a aparecer. Assim como Izul, ela também é uma criatura do mar e sua forma original era de uma arraia. Ele é vista na maioria das vezes cantando alegremente e dançando, servindo de alívio cômico, mas possui duas personalidades, uma boa e alegre e outra má e cruel. Ela ataca com uma espécie de nuvem de energia negra de suas mãos. A criadora da série disse em uma nota no mangá que ela foi batizada em homenagem a sua irmã mais velha, Eriko.
- - Yuri (ユーリ, Yūri)

A terceira Dark Lover a aparecer. Yuri é a mais infantil das vilãs e a primeira que questiona sua lealdade a Gackto após encontrar a forma humana de Hippo. Ele ataca com a música que toca de seu piano e também pode lançar raios negros de seus olhos. Seu amor por Hippo acaba nunca
se realizando pois são forçados a se separar por estarem em lados opostos, e ela se mantêm fiel a Gackto até o final. Assim como Izul e Eril, Yuri é uma criatura do mar e sua verdadeira forma era de um peixe tropical de espécie inespecífica.
- - Maria (マリア, Maria)

A última das Dark Lovers a aparecer. Assim como as outras, ela é uma criatura do mar e sua verdadeira identidade é a de uma enguia não-elétrica. Romanticamente falando, é a mais próxima de Gackto entre as Dark Lovers, mas ela o vê mais como um brinquedo do que como um interesse amoroso, mas sua proximidade com ele é causa de inveja entre Izul, Eril e Yuri. Ela é a mais bela das Dark Lovers e também a mais cruel, além de pervertida, visto que a certo ponto do mangá ela tenta molestar Kaito. Ela é associada com o gelo, atacando com nevascas e flechas de gelo e aparentemente também é capaz de controlar o vento.
Black Beauty Sisters (ブラック・ビューティー・シスターズ, Burakku Byūtī Shizutāzu)
Chamadas de Irmãs Beleza Negra em Portugal. Esse par de criaturas do mar foi contratado por Gackto na metade da primeira temporada devido aos fracassos das Dark Lovers. Assim como as sereias elas também possuem uma música própria e são bastante cruéis e mesquinhas. Ao contrário das Dark Lovers que seguem as ordens de Gackto por amor, e os servos de Michel que seguem suas ordens por lealdade, elas se interessam apenas no que vão ganhar e são capazes de mudar de lados se for de interesse delas. Sua cobiça as levou a roubar as pérolas de Noel e Coco para aumentarem os seus poderes, mas mesmo assim são derrotadas e Gackto as transforma de volta em suas formas originais, dois peixes-diabo. Na segunda temporada elas são trazidas de volta pelo vilão Michel mas sua ganância fala mais alto e elas se voltam contra ele, e são mortas definitivamente em troca disso. A irmã mais velha e malígna se chama Sister SheShe (シスターシェシェ, Shisutā SheShe) e a irmã mais nova e inocente se chama Sister MiMi (シスターミミ, Shisutā MiMi). Elas são bastante poderosas, tanto que no mangá, elas nunca foram diretamente derrotadas pelas músicas das sereias até a segunda temporada.
Michel (ミケル, Mikeru)
Líder dos vilões na segunda temporada, Michel é um anjo que está em uma cruzada para exterminar a humanidade. Ele se diz um enviado de Deus e deseja destruir os humanos pelo mal que estão fazendo contra a Terra. Ele tenta convencer as Princesas Sereias a se juntarem a ele mas elas se recusam e ele as declarar suas inimigas. Michel é incrivelmente forte e poderoso, capaz de resistir a qualquer música das sereias e transformar as Black Beauty Sisters de volta a suas formas de criaturas do mar, mas ele possui um corpo muito fraco e adoecido. Ele procura uma maneira de curar a enfermidade de seu corpo, visto que os remédios fabricados por O Grande causam mais dor ao seu corpo, e para isso rouba as memórias de Kaito e o coração de Seira. Assim como diversas Princesas Sereias, o nome de Michel as vezes é escrito pelos fãs como Mikeru ou Mikel apesar de seu nome ter sido oficializado no ocidente como Michel. Michel na verdade é uma pessoa triste e solitária com um coração melancólico.
No mangá é revelado que ele não é o verdadeiro Michel. O verdadeiro Michel era o líder dos Antigos, uma raça extinta de anjos que povoavam a Terra antes dos humanos. O verdadeiro Michel, rei dos antigos, orou pela salvação de seu povo, mas todo o seu poder se esvaiu de seu corpo e suas preces foram em vão. O corpo do verdadeiro Michel foi preservado em um fóssil ao lado de seu servo, Fuku. Séculos depois foram encontrados pelo pai de Rihito, que injetou o DNA do fóssil em Mikaru, criando assim o falso Michel, e também em si mesmo, se tornando O Grande.
Fuku (フクちゃん, Fuku-chan)
Pequeno pássaro com cabeça de anjo que se disfarça como mascote de Michel. Ele é o braço direito de Michel e frequentemente espia os seus servos para garantir que eles estão fazendo o seu trabalho, mas na verdade não é nem um pouco respeitado. No final da história, é revelado que foi ele que estava manipulando Michel e é o verdadeiro vilão.
O Grande (あの方, Ano kata)
Um enorme pilar de fogo com consciência que se encontra no topo do castelo de Michel. Ele possui autoridade maior do que a dele e é visto conversando com Fuku frequentemente. É ele também quem fabrica o remédio em forma de comprimido para o corpo de Michel, embora esse remédio cause mais mal ao corpo dele do que bem. No mangá, é revelado que ele é a consciência do pai de Rihito e de Mikaru.
Lady Bat (レディバット, Rēdī-batto)
O primeiro dos servos de Michel a aparecer, Lady Bat se introduz como As asas que governam o amor e o prazer. Ele é um vampiro e assim como todos os servos de Michel possui um par de asas, no caso dele asas de morcego. Existe certa controvérsia sobre como ele se alimenta pois no mangá ele diz se alimentar das memórias de suas vítimas ao invés de sangue, ao contrário do anime. Ele é bastante forte ao ponto de trazer as princesas sereias de suas formas de palco para suas formas de sereia com sua música. Sua música hipnotiza suas vítimas para que ele possa atacá-las sem resistência.
Lanhua (蘭花, Ranfa)
A segunda dos servos de Michel a aparecer, Lanhua se introduz como As asas que governam o desejo e o contentamento. Assim como os outros servos de Michel ela possui um par de asas, no caso dela asas de borboleta. Ela é chinesa como pode se confirmar pelo seu nome e por ter se introduzido no mangá com a palavra Nihao ('Olá' em chinês). Assim como as Princesas Sereias, alguns fãs escrevem seu nome de maneiras erradas (Como por exemplo: Ran Fa ou Lang Fa) apesar de seu nome ter sido confirmado no ocidente como Lanhua, que sígnifica orquídea. Ela pode se dividir em centenas de mini versões dela chamadas chibis (Pequenas em japonês), embora só possa de dividir em doze chibis no anime. No mangá a única habilidade das chibis é pular em cima do oponente e impedí-lo de reagir, mas no anime cada chibi possui um instrumento musical, que quando acompanhados pela música de Lanhua, fazem o ouvinte "dançar até a morte".
Alala (あらら, Arara)
A terceira e última dos servos de Michel a aparecer, Alala se introduz como As asas que governam os sonhos e a depravação. Assim como os outros servos de Michel, ela possui um par de asas, como caso dela asas de fada. Ela é a mais infantil e menos maligna dos vilões. Seu nome vem da expressão em espanhol/italiano La Ala (A Asa), que quando invertida forma Ala La, que junto forma Alala. Assim como as Princesas Sereias, Michel e Lanhua, alguns fãs escrevem seu nome como Arara, embora o correto seja Alala. Ela pode fazer com que as pessoas sonhem qualquer coisa, inclusive pesadelos e sua música pode ter três efeitos: causar dor física como a das Black Beauty Sisters, hipnotizas homens para torna-los seus servos ou manipular as memórias de uma pessoa.

## Mermaid Melody Pichi Pichi Pitch - Mangá
O mangá com história de Michiko Yokote e arte por Pink Hinamori foi publicado pela revista japonesa mensal Nakayoshi entre Setembro de 2003 e abril de 2005. A série possui 32 capítulos, além de dois capítulos especiais, compilados em sete volumes pela editora Kodansha. A série foi lançada nos Estados Unidos pela editora Del-Rey com o título: Pichi Pichi Pitch: Mermaid Melody.

## Músicas da Série

### Músicas de Abertura
- Taiyou no Rakuen ~Promised Land~ (太陽の楽園 ~Promised Land~, Paraíso do Sol ~Terra Prometida~)

Cantada por Miyuki Kanbe, é a primeira das três músicas de abertura da série. Essa música foi usada nos primeiros vinte e oito episódios da primeira temporada.
- Rainbow Notes♪ (Notas Arco-Íris♪)

Também cantada por Myuki Kanbe, é a segunda das três músicas de abertura da série. Essa música foi usada a partir do vigésimo nono episódio da primeira temporada e foi usada até o fim dela, ou seja, até o episódio de número cinquenta e dois.
- Before the Moment (Antes do Momento)

Cantada por Eri Kitamura, é a terceira e última das três músicas de abertura da série. Essa música foi usada em todos os trinta e nove episódios da segunda temporada.

### Músicas de Encerramento
- Daiji na Takarabako (大事な宝箱, Importante Caixa de Lembranças)

Cantada por Asumi Nakata, a dubladora de Lucia, é a primeira das três músicas de encerramento da série. Essa música foi usada nos primeiros vinte e oito episódios da primeira temporada.
- Sekai de Ichiban Hayaku Asa ga kuru Basho (世界で一番早く朝が来る場所, O Lugar Onde o Amanhecer Chega Primeiro)

Cantada por Asumi Nakata, Hitomi Terakado e Mayumi Asano, as dubladoras de Lucia, Hanon e Rina, é a segunda das três músicas de encerramento da série. Essa música foi usada a partir do vigésimo nono episódio da primeira temporada e foi usada até o fim dela, ou seja, até o episódio de número cinquenta e dois.
- Ai no Ondo °C (愛の温度℃, Temperatura do Amor °C)

Cantada por Asumi Nakata, Hitomi Terakado e Mayumi Asano, as dubladoras de Lucia, Hanon e Rina, é a terceira e última das três músicas de encerramento da série. Essa música foi usada em todos os trinta e nove episódios da segunda temporada.

### Músicas das Sereias
- Legend of Mermaid (Lenda da Sereia)
- Super Love Songs! (Super Músicas de Amor!)
- KIZUNA (VÍNCULOS)
- Yume no Sono Saki He (夢のその先へ, O Lugar Que Fica Além dos Sonhos)
- KODOU ~Perfect Harmony~ (BATIDA DO CORAÇÃO ~Harmonia Perfeita~)
- Nanatsu no Umi no Monogatari ~Pearls of Mermaid~ (七つの海の物語 ~Pearls of Mermaid~, O Conto dos Sete Mares ~Pérolas de Sereia~)
- Kibou no Kaneoto ~Love Goes On~ (希望の鐘音〜Love Goes On〜, O Som da Esperança ~O Amor Continua~)

- Koi wa Nandarou? (恋はなんだろう o que é o amor) - Música solo de Lucia
- Splash Dream (Respingo de Sonho) - Música solo de Lucia
- Ever Blue (Eternamente Azul) - Música solo de Hanon
- Star Jewel (Jóia Estrelar) - Música solo de Rina
- Aurora no Kaze ni Notte (オーロラの風に乗って, Viajando nos Ventos da Aurora) - Música solo de Caren
- Return to the Sea (Retorno ao Mar) - Música solo de Sara
- Mother Symphony (Sinfonia Mãe) - Música solo de Lucia
- Mizuiro no Senritsu (水色の旋律, Melodia Água-Marinha) - Música solo de Hanon
- Piece of Love (Pedaço de Amor) - Música solo de Rina
- Beautiful Wish (Belo Desejo) - Música solo de Seira
- Birth of Love (Nascimento do Amor) - Música solo de Seira

### Músicas dos Vilões
- Kuro no Kyōsōkyoku ~concerto~ (黒の協奏曲 ～concerto～, Concerto das Trevas ~concerto~) - Música das Black Beauty Sisters
- Yami no BAROQUE (闇のBAROQUE -バロック-, Barroco do Mal) - Música das Black Beauty Sisters
- Ankoku no Tsubasa (暗黒の翼, Asas da Escuridão) - Música de Lady Bat
- Hana to Chou no Serenāde (花と蝶のセレナーデ, Serenata das Flores de Borboletas) - Música de Lanhua
- Star Mero-Mero Heart (Star☆メロ-メロ Heart, Estrela Coração Mero-Mero) - Música de Alala
- Oh Yeah! Alala - Música de Alala
- Tsubasa wo Daite (翼を抱いて, Abraçado por Asas) - Música de Michel
- Ashita ga Mienakute (明日が見えなくて, Incapaz de Ver o Amanhã) - Música de Mikaru

## Dobragem Portuguesa
- Lúcia Nanami, Sara, Noel - Ana Vieira
- Rainha da Água, Rina, Eriru, Sheshe, Alala, Nikora - Bárbara Lourenço
- Coco (1º temporada), Hanon, Mimi, Yuri, Seira - Carla Garcia
- Coco (2º temporada), Mikaru, Lanhua - Sandra de Castro
- Karen (1º temporada), Izuru, Maria - Joana Brandão
- Karen (2º temporada), Nagisa, Lady Bat - Sofia Brito
- Gaito, Kaito Domoto, Listo, Masahiro - Sérgio Calvinho
- Hippo, Misuki Tarou, Mickel - Tiago Caetano
- Estúdio de Dobragem - 112 Studios
- Distribuidora - Elastic Rights

## Lista de Episódios
1. As Lágrimas da Pérola
2. Sentimentos Inconfessáveis
3. Sentimentos Contraditórios
4. Princesa Solitária
5. Um Beijo Gélido
6. Amor à Luz das Velas
7. Ciúmes de Sereia
8. Sentimentos Congelados
9. Uma Melodia Roubada
10. Marcas do Passado
11. O Anel dos Desejos
12. Choque de Corações
13. Cerimónia de Sereias
14. Recordações de uma Noite Estrelada
15. Uma Promessa na Praia
16. Sentimentos Ocultos
17. Um Beijo Fugaz
18. Uma Jovem Visita
19. Tentações de Verão
20. Uma Carta de Amor do Mar
21. Primeiro e Pequeno Amor
22. Uma Rapariga Deslumbrante
23. Febre de Amor
24. Sonhar ser Noiva
25. O Rapaz à Luz da Lua
26. A Canção de Karen
27. Coração Ingénuo
28. Laços de Amor
29. Confissão Camuflada
30. O Olhar Gelado
31. Uma Armadilha Perigosa
32. Os Sonhos São da Cor do Amor
33. Pânico no Parque de Atracções
34. O Dia de Auri
35. Melodia Triste
36. Amor Infantil
37. Rumores de Amor
38. A Prenda de Natal
39. Pânico no Hotel
40. Primeiro Sonho
41. Amor Adulto
42. Triste Destino
43. Uma Canção Suspeita
44. O Milagre da Noite de Nevão
45. Sentimentos Divididos
46. Adeus
47. Convite Sinistro
48. O Pesadelo do Kaito
49. O Batimento
50. Coração Entristecido
51. O Renascer da Verdade
52. O Último Beijo[1]

## Jogos eletrônicos
A série teve três jogos eletrônicos (desenvolvidos pela Konami Computer Entertainment Japan) e lançados pela Nintendo para Game Boy Advance.
- Mermaid Melody Pichi Pichi Pitch (foi lançado em 9 de outubro de 2003) - Inspirado por Dance Dance Revolution.
- Mermaid Melody Pichi Pichi Pitch Pichi Pichi Party (lançado em 18 de dezembro de 2003) - Um "jogo de tabuleiro virtual" semelhante a série Mario Party.
- Mermaid Melody Pichi Pichi Pitch Pichi Pichitto Live Start! (lançado em 18 de março de 2004) - Semelhando ao primeiro jogo da franquia Mermaid Melody.